# Aulagromyza anomala
Aulagromyza anomala är en tvåvingeart som först beskrevs av Gabriel Strobl 1893.  Aulagromyza anomala ingår i släktet Aulagromyza och familjen minerarflugor.
Artens utbredningsområde är Österrike. Inga underarter finns listade i Catalogue of Life.